# Metastelma atrorubens
Metastelma atrorubens är en oleanderväxtart som beskrevs av Rudolf Schlechter. Metastelma atrorubens ingår i släktet Metastelma och familjen oleanderväxter. Inga underarter finns listade i Catalogue of Life.